# Juan Abarca Campal
Juan Abarca Campal (Ciudad Rodrigo, 25 de octubre de 1944) es un médico y cirujano español, empresario y fundador del grupo HM Hospitales. 

## Biografía
Durante su infancia se acercó a la traumatología, que ejercía su primo Ernesto, a quien acompañaba en sus primeras intervenciones. Su madre, Clara Campal, deseaba que fuera médico y su padre militar, consiguiendo a lo largo de la vida las dos profesiones, y alternando sus responsabilidades como médico civil y militar.
Cursó la carrera de Medicina y Cirugía en la Universidad de Salamanca, y se doctoró en Cirugía Hepatobiliar y Pancreática con sobresaliente cum laude. Tras terminar los estudios de Medicina, se presentó a las oposiciones para médico militar del Ejército del Aire, lo que le valió el ingreso en el Cuerpo de Sanidad del Aire. Estuvo destinado en la Base Aérea de ‘La Virgen del Camino’ de León, un año en el Hospital del Aire de Madrid y veinticinco en la Base Aérea de utilización conjunta Hispano-Norteamericana de Torrejón. Es teniente coronel en excedencia.
Su formación se completó tras ejercer como médico residente y adjunto en Cirugía General en la Residencia Universitaria La Paz (1970-77), junto al doctor Fernández de Lis; y también fue asistente voluntario del doctor Carlos Moreno, de la Fundación Jiménez Díaz.
Se presentó y aprobó las oposiciones a la Seguridad Social como médico-cirujano de ‘cupo’, término con el que se designaba a los cirujanos que podían trabajar de manera independiente. Fue jefe de equipo de Cirugía General en la Seguridad Social de 1977 a 1995. Fue uno de los pioneros de las intervenciones de páncreas, hígado y vías biliares, y realizó su primera extirpación total de páncreas en el año 1978.
Hasta 1995 trabajó como especialista de Cirugía General y Medicina del Aparato Digestivo en las principales sociedades médicas de Madrid, mutuas y colaboradoras.
En 1979 fundó las ‘Tertulias Médicas’, foro de conocimiento y divulgación que se organizó hasta 1992. Eran sesiones clínicas que se convirtieron en un referente entre los profesionales médicos de la época.
En 1989, y junto a su esposa, la también doctora Carmen Cidón Tamargo, fundó HM Hospitales, que presidió hasta el año 2016. Desde 2021, la Fundación de Investigación HM Hospitales concede el Premio Internacional de Ciencias Médicas Doctor Juan Abarca, conocido como Abarca Prize, en reconocimiento a su labor médica y divulgativa.
Es autor de diversos artículos científicos: ‘Alteraciones de las Proteínas Plasmáticas en la Neoplasias Gástricas’, ‘Estenosis Aórtica’, ‘Telangiectasias hereditarias de colon’, ‘Anomalías quirúrgicas del ángulo de Treitz’, ‘Argumosa: vida y obra quirúrgica’,‘Valoración de la Técnica D´Or en hernias de esófago’ y ‘Duodenopancreatectomías totales (experiencia personal 11 casos)’.
Es miembro de la Sociedad Española de Aparato Digestivo, de la Sociedad Española de Cirugía General y del Colegio Internacional de Cirujanos.

## Premios y reconocimientos
- Cruz Pro Ecclesia et Pontifice, concedida por el papa Juan Pablo II, 2005.
- Premio a la excelencia empresarial de la Confederación de Asociaciones de Empresarios de Madrid Oeste (CADEMO), 2007.[7]
- Gran Cruz de la Sanidad Madrileña, 2008.[8]
- Premio Dirigentes 2011 a la Trayectoria Empresarial.[9]
- Premio Medical Economics a la Trayectoria profesional, 2012.[10][11]

## Publicaciones
- Un modelo de Hospital. Edita Profesionales de la Medicina y la Empresa S.A. 2001. Prólogo de Juan Abarca Campal.
- Cinco litros de sangre. Memorias de un cirujano y empresario de la medicina privada.  J de J Editores, 2007.[12]